# Стара Ізмайловка
Стара Ізмайловка (рос. Старая Измайловка) — село в Бариському районі Ульяновської області Російської Федерації.
Населення становить 98 осіб. Входить до складу муніципального утворення Ізмайловське міське поселення.

## Історія
Від 2004 року входить до складу муніципального утворення Ізмайловське міське поселення.

## Населення
| 2010 |
| ---- |
| 98   |